# Bartın (district)
Bartın, ook wel Bartin merkez (Bartin centraal) is een Turks district in de provincie Bartın. Het district heeft een oppervlakte van 1028 km². Hoofdplaats is Bartın.
Het district telt 163.196 inwoners. De bevolkingsontwikkeling is weergegeven in onderstaande tabel.
| 1997    | 2000    | 2007    | 2014    | 2023    |
| ------- | ------- | ------- | ------- | ------- |
| 133.054 | 130.492 | 135.051 | 145.230 | 163.196 |